# Becsky család
A Becsky család (Tasnádszántói) Szilágy vármegyéből eredő régi nemes család, elágazva Közép-Szolnok, Szabolcs, Szatmár és Ugocsa megyékbe.
Eredetét az (Akus) Ákos nemzetségből (genus) veszi, azonban a család leszármazása - Wagner szerint - csak a 16. század közepétől követhető bizonyíthatóan. Borovszky adatai szerint a Csákyakkal egy törzsből való. Csáky „Kopasz” fiának is Bekcs volt a neve, az ő birtokában volt 1311-ben Valkó. A család már Mátyás király idejében virágzott.1465-ben Becsky Péternek Hunyadi Mátyás királyi adományba adta Komlód-újfalut. A 17. század elején már birtokuk volt Kis- és Nagypeleske is. 1602-ben Becsky György rosályi Kún Gáspárral és Lászlóval egyességre lépett arról, hogy jobbágyaik a peleskei és rosályi vámon ne fizessenek.
1622. évi országgyűlésen Becsky Tamás Szatmár vármegye követe volt. 1693-ban II. György Szatmár vármegye alispánja volt. 1732-től 1734-ig III. György főszolgabíró, majd 1738-ban alispán volt. 1754-1765-ig főszolgabíró volt, fia I. Ferenc 1765-1776-ban pedig első alispán, s birtokos volt Komlódújfalu-n is.
Becsky Antal 1776-ban, 1790-1796 között, és 1808-ban is főszolgabíró, s Kispeleske birtokosa Becsky Ferencnével (bölcsei Buday Rozáliával) együtt. Becsky Ignác 1796-ban alszolgabíró volt. Becsky János  Komlódújfalu birtokosa volt még az 1800-as évek elején is, majd itteni birtokait és kúriáját Kossuth Istvánnak adta el. 1809-ben a család Szatmár megyében közbirtokos volt Rohod, Zajta, Atya, Nagyhódos, Kishódos, Garbolc, Udvari, Terep, Bikszád, és Felső-falu helységekben. A 19. században Becsky Ignác dolgozta fel a család történetét. A mű kéziratban maradt, ma az Országos Széchényi Könyvtár kézirattára őrzi: Tasnádszántói Becski család története és leszármazása. Nagy-Peleske, 1816.

## A kastély
A család kastélya Komlódtótfalun található. A 18. században épült barokk stílusban, jelenleg a Műemlékek Nemzeti Gondnoksága alatt áll.